# Iconic
Pistes de Rebel Heart
Joan of Arc
(8) HeartBreakCity
(10)
Iconic est une chanson du 13e album studio de Madonna, Rebel Heart, dont elle est la neuvième piste.
Elle a été écrite par Madonna, Toby Gad, Maureen McDonald, Larry Griffin Jr., Chancelor Bennett, Dacoury Natche et Michael Tucker.
« Iconic » a été produit par Madonna, Gad, AFSHeeN et Josh Cumbee, tandis que DJ Dahi et Tucher ont servi de producteurs supplémentaires. Il met en vedette le rappeur américain Chance the Rapper et une intro parlée par le boxeur professionnel américain Mike Tyson. La démo de la chanson a été divulguée sur Internet le 17 décembre 2014, aux côtés de douze autres pistes de l’album, avec « Iconic » également évoqué comme titre de l’album. Sa version finale est sortie le 9 février 2015, avec « Hold Tight » et « Joan of Arc », sur l’iTunes Store.
Une chanson EDM, hip hop et dance-pop influencée par la trap,« Iconic » présente dans son instrumentation des synthés « glacés », une batterie en marche et une basse « en plein essor », ainsi que des coups de poignard machiniques et des engrenages électroniques.
Sur le plan lyrique, la chanson encourage les gens à prendre le contrôle de leur vie, à poursuivre leurs rêves et à trouver leur propre grandeur. La chanson a reçu des critiques généralement favorables de la part des critiques, qui ont loué le rythme « bizarre » et la collaboration étrange de la chanson, reconnaissant son accroche. Bien que certains aient critiqué l’ajout de Tyson et aient été confondus avec le message de la chanson. Il s’est classé dans certains territoires européens, culminant dans le top quarante en Finlande, en Hongrie et en Espagne. Madonna a interprété le morceau en tant que numéro d’ouverture du Rebel Heart Tour (2015-16). Pendant la représentation, elle est à l’intérieur d’une cage d’apparence médiévale dans une robe ressemblant à un kimono, avec ses danseurs habillés en gladiateurs.

## Composition et paroles
« Iconic » a été écrit par Madonna, Toby Gad, Maureen McDonald, Larry Griffin Jr., Chancelor Bennett, Dacoury Natche et Michael Tucker. Il a été produit par Madonna, Gad, AFSHeeN et Josh Cumbee, tandis que DJ Dahi et Tucker ont servi de producteurs supplémentaires. Il met en vedette Chance the Rapper et Mike Tyson.
Gad, AFSHeen et Cumbee étaient également responsables de la programmation et des instruments de la chanson, Gad fournissant également les chœurs. Le titre a été conçu et mixé par Demacio « Demo » Castellon avec Gad et Angie Teo. C’est une chanson EDM,,, hip hop et dance-pop avec des influences trap,,, qui commence par un « crowd cheering » et des « applaudissements ravis » alors que Tyson ouvre la chanson avec « un segment de spoken word vantard ». Plus tard, les couplets s’accumulent, le crochet ayant « un rythme piétinant à chanter 'en masse', avec une mélodie euphorique élevée comme un classique précoce du club d’avant la récession », commel’a décrit Amy Pettifer de  The Quietus. Comme elle l’a ajouté, « le couplet sonorement clairsemé se décompose » avec la chanson mettant en vedette « des coups de poignard machiniques » et « des engrenages électroniques grinçants ». Son pré-refrain « tombe dans des coups de poignard de synthés glacés » avec d’autres instruments consistant en « une batterie marchante et une basse en plein essor ». Son rythme « bizarre » a été décrit par Sam C. Mac de Slant Magazine comme « le bras de fer Skrillex de Kanye et Jay-Z'H•A•M».
Sur le plan lyrique, « Iconic » parle de prendre le contrôle de votre vie et de laisser brûler votre feu intérieur et encourage les auditeurs à poursuivre leurs rêves. Pendant la chanson, elle exhorte les auditeurs à « faire entendre [leurs] voix avant que quelqu’un ne le fasse pour [eux] » avec sa voix « écho comme l’annonceur sur le ring ». Dans une autre partie, lors de l’encouragement motivationnel, elle informe qu'« il n’y a que deux lettres de différence entre 'I Can’t' et 'Icon' » tout en inspirant les auditeurs à trouver leur propre grandeur, en chantant : « Faites briller votre lumière comme une belle étoile / Montrez au monde qui vous êtes ». Le discours d’ouverture de Tyson parle de la façon dont il est « le meilleur que le monde ait jamais vu » et qu’il « a travaillé dur et a transpiré [ses] larmes ». Il proclame plus tard : « Je ne tomberai plus jamais et si je le faisais, je reviendrai ». Chance, d’autre part, rappe sur l’idolâtrie.

## Réception critique

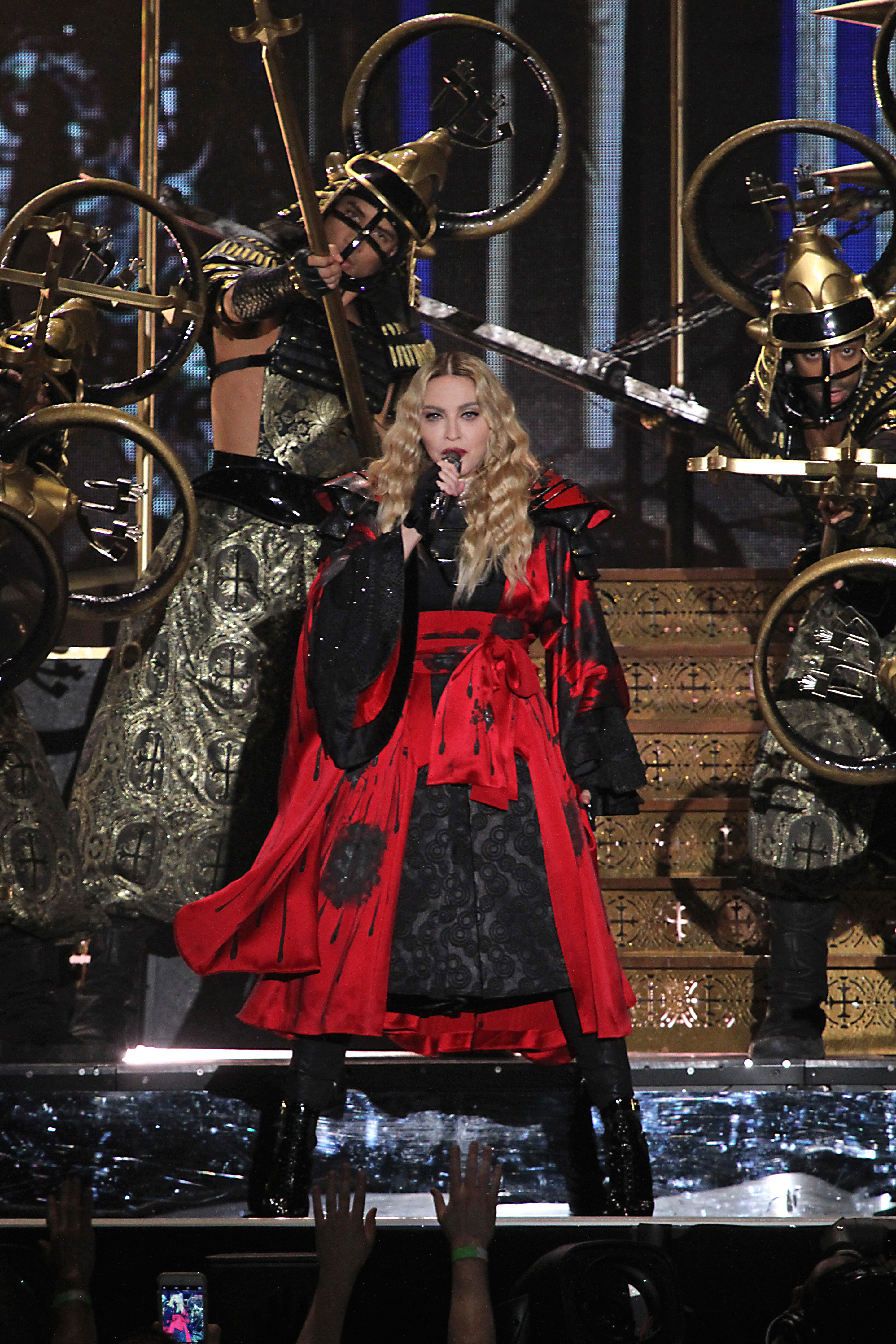
Madonna interprétant la chanson pendant le Rebel Heart Tour

« Iconic » a reçu des critiques favorables de la plupart des critiques musicaux.
- Randall Roberts du Los Angeles Times, a noté que la chanson est motivée par « focus », ce qui la place « dans ce point idéal entre la frénésie du club et le lyrisme révélateur, le genre qui peut élever les esprits à des sommets émotionnels »[18].
- Neil McCormick du Daily Telegraph, l’a décrite comme une chanson qui « reflète une tendance contemporaine pour des mélanges rapides, furieux et drôles d’idées contradictoires, vacillant constamment au bord de l’effondrement mais tirant un autre rythme ou crochet pour faire bouger les choses »[5].
- Dans un mode similaire, Kyler Anderson d’Entertainment Weekly, a avoué qu’il pensait que la chanson serait sa « piste la plus sautée », mais a admis qu’il « admire en quelque sorte son chaos à peine conscient »[19].
- James Grebey de Spin, a rejeté l’inclusion de Tyson, mais il a loué la chanson pour avoir une déclaration qui est la clé de voûte de l’album et que « [l]ornière robotique et autoritaire, 'Iconic' transmet le point que – aimez-la ou détestez-la – Madonna est une icône, et vous ne vous débarrassez pas d’elle de sitôt »[20].
- John Marrs de Gay Times, a donné à la piste quatre étoiles sur cinq, affirmant que « le produit fini est totalement différent de la démo et beaucoup plus courageux, s’améliorant à chaque jeu »[3].
- Lewis Corner de Digital Spy, l’a définie comme « un soupçon de trap-pop prêt pour le club » et a sélectionné la chanson comme l’une des « pistes à télécharger »[7].
- Nick Levine de Time Out, était d’accord, écrivant que « les trucs imbéciles sont excellents, en particulier les trucs accrocheurs et teintés de pièges »[6].
- Sam C. Mac de Slant Magazine, a noté que la chanson a le « rythme le plus dur et le plus étrange de l’album, sans parler d’un couplet chance the Rapper et d’un message assez désarmant de la chanteuse elle-même ». Il ne savait pas si Madonna avait l’intention « d’embrasser son statut emblématique ou de se battre pour sortir de ses attentes oppressives » pendant le morceau, mais a salué le mécontentement et le message inhabituel pour avoir fait de l’album son « travail le plus engagé depuis American Life de 2003 »[16].
- Bradley Stern de MuuMuse a été positif, disant que le résultat est « un compliment stimulant la confiance à un entraînement épuisant au gymnase ». Il a poursuivi : « Les chutes de rythme inquiétantes sont certainement plus « à la mode » que, disons, « Hold Tight », mais la chanson se sent toujours (principalement) fraîche et étrange, par opposition à l’excursion dubstep/ EDM sur" MDNA ». [...] « C’est une pièce maîtresse palpitante, étrange et semi-embarrassante mais finalement stimulante de Rebel Heart qui semble aussi audacieuse qu’une chanson appelée 'Iconic' de Madonna devrait le faire »[11].
- Joe Lynch de Billboard, a qualifié la collaboration de « presque aussi étrange que ce à quoi on pourrait s’attendre », mais l’a qualifiée d'« affaire assez exagérée. Le verset de Chance est le feu, mais la production intense et occupée s’ajoute finalement à très peu »[10].
- Michelle Geslani de Consequence of Sound, a souligné que « aussi étranges que puissent être les circonstances, le morceau se fige étonnamment beaucoup plus facilement qu’on ne pourrait s’y attendre »[2].
- Ben Kelly d’Attitude, l’a nommé « son propre moment 'bow down bitches' »[21]. Alors que Ludovic Hunter-Tilney du Financial Times a déclaré que la chanson est « merveilleusement désarticulée »[22].
- Dans une analyse mitigée, Amy Pettifer de The Quietus, l’a  qualifié de « discours Ted d’encouragements bien usés et motivants enveloppés dans un hymne de club »[9].
- Saaed Saaed de The National, a qualifié l’album de « mini marasme » tandis que Jonh Murphy de MusicOMH a noté que la chanson « tombe plutôt à plat »[23].
- Annie Zaleski de The A.V. Club, a été confondue avec le message de la chanson, disant qu’elle « ne peut pas décider si elle veut fausser la célébrité ou encourager les gens à l’adopter »[23].
- Lydia Jenkins a écrit pour le New Zealand Herald, que la chanson « pourrait certainement être accusée d’essayer d’imiter le succès de Dark Horse de Katy Perry»[24].
- Lauren Murphy de l’Irish Times, a rejeté l’apparence de Tyson, déclarant que son discours sur Iconic est symbolique[25].
- Sasha Geffen de Consequence of Sound, a critiqué les « rimes paresseuses » de la chanson, qui, selon elle-même, se regroupent dans « un hybride maladroit d’EDM et de hip-hop avec l’un des meilleurs sons de hip-hop [qui] n’a pas sa place ici au milieu des chutes de basse et des voix de robot »[4].

## Performances en live

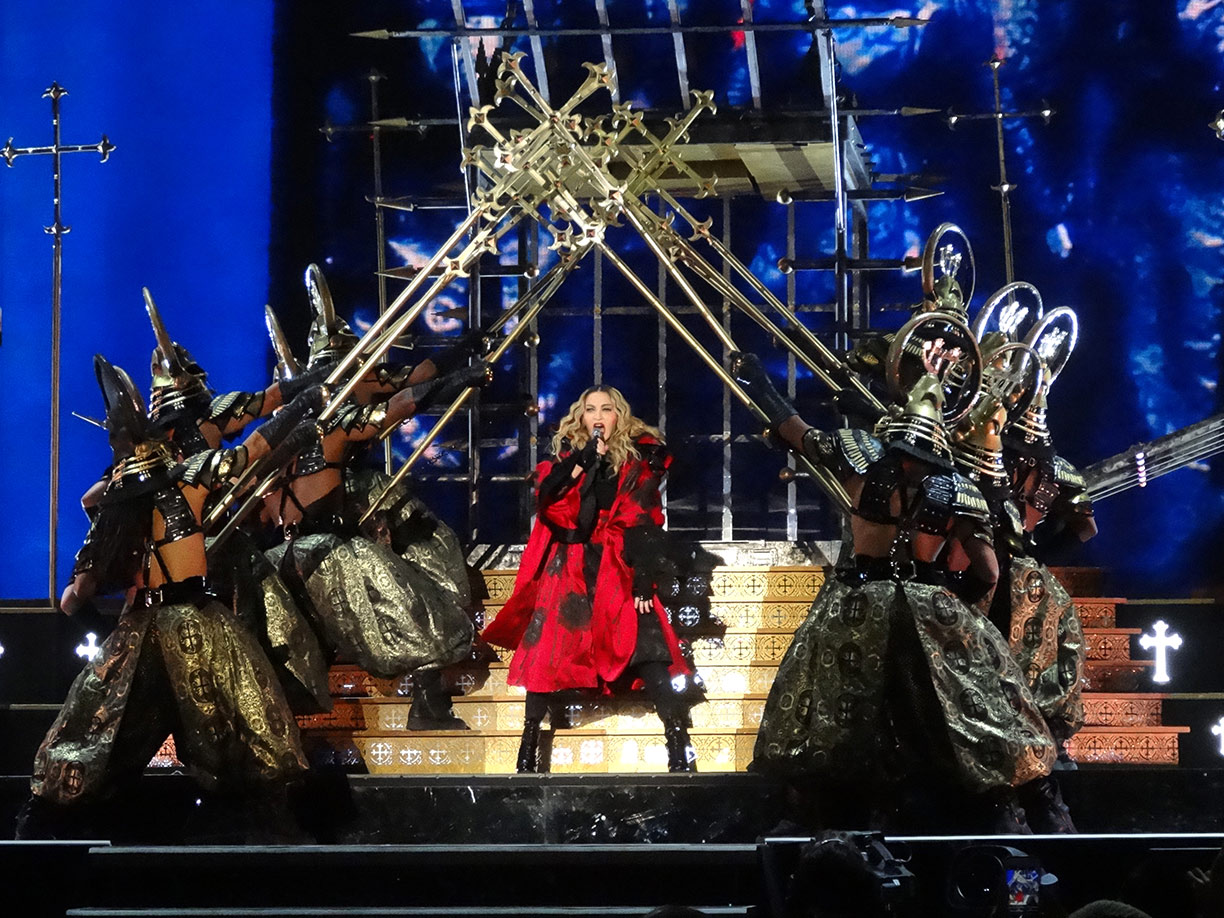
Madonna et ses danseurs ouvrent le Rebel Heart Tour (2015-16) avec une performance de « Iconic »

« Iconic » a été choisie pour être la chanson d’ouverture du Rebel Heart Tour (2015-16). Il commence par une vidéo mettant en scène Madonna dans une robe glamour en train de cavorer avec des hommes nus juxtaposés à Mike Tyson parlant à l’intérieur d’une cage. Tyson a commenté la fusillade en disant : « Riveting n’est pas [le mot]. C’est juste intense... Je suis dans une cage. Je suis un otage. Je suis enchaîné. Je suis nue. J’ai l’air d’un sauvage. Quand je l’ai [tourné], ça ne semblait pas si intense. Mais ensuite, vous le regardez et vous dites: « Whoa ». C’était comme [quelque chose qui sortait de] National Geographic. J’ai besoin d’être apprivoisé, mec. ». Madonna s’est produite vêtue d’une « robe ornée en forme de kimono avec de larges manches doublées de paillettes » à l’intérieur d’une cage d’apparence médiévale entourée d’une iconographie religieuse dont elle sort plus tard en chantant les premières,, tandis que des gardes habillés comme ceux qui gardaient le château de la Méchante Sorcière de l’Ouest marchaient sur scène. Pendant la représentation, elle s’est également accrochée à l’envers sur une croix.
La performance a été accueillie avec une réponse positive de la part des critiques. Jordan Zivitz, de la Gazette de Montréal, a qualifié la performance de « follement théâtrale, digne de Broadway ». Melissa Maerz a écrit pour Entertainment Weekly que « Aussi visuellement spectaculaire que ce soit narrativement [sic] brutal, c’était comme un rappel à sa dernière tournée, MDNA, qui comportait une mascarade sombre qui a trouvé Madonna brandissant un pistolet sur scène. Mais lorsque la chanson s’est terminée par des séquences vidéo des gladiateurs renversant une statue de la Vierge à l’air saint, le ton a changé. Madonna a construit une carrière en jouant avec ce que nous tenons pour sacré, qu’il s’agisse de crucifix ou d’engouements pour la danse underground. Maintenant, la seule chose sacrée qu’elle démolit, c’est Madonna elle-même ». La performance de la chanson lors des concerts du 19 au 20 mars 2016 à l’Allphones Arena de Sydney a été enregistrée et publiée dans le cinquième album live de Madonna, Rebel Heart Tour.

## Crédits et personnel

### Gestion
- Webo Girl Publishing, Inc. (ASCAP)/Atlas Music Publishing et Gadfly Songs (ASCAP)/EMI April Music, Inc. et Mo Zella Mo Music (ASCAP)/WB Music Corp.
- Roc Nation Music et Vohndee’s Soul Music Publishing WB Music Corp. (ASCAP)//Chancelor Bennett (BMI) c/o Davis, Shapiro, Lewitt, Grabel, Leven, Granderson & Blake/Sony/ATV Sonata and Dahi Productions (SESAC).
- Michael Tucker Music (ASCAP) c/o Kobalt Songs Music Publishing, These Are Songs of Pulse (ASCAP) et OWSLA Trax (ASCAP) c/o Kobalt Songs Music Publishing.

### Personnel
- Madonna – chant, auteur-compositeur, producteur de disques
- Maureen McDonald – auteur-compositeur
- Toby Gad – auteur-compositeur, producteur, programmation, instruments, mixeur audio, chœurs
- Larry Griffin Jr. – auteur-compositeur
- DJ Dahi – auteur-compositeur, producteur additionnel
- Michael « Diamonds » Tucker – auteur-compositeur, producteur additionnel
- Chance the Rapper – auteur-compositeur, chant
- Mike Tyson – discours
- AFSheeN – producteur, programmation, instruments
- Josh Cumbee – producteur, programmation, instruments
- Dan Warner – guitare
- Demacio « Demo » Castellon – ingénieur, mixeur audio
- Angie Teo – enregistrement et mixage additionnels

Crédits adaptés du site officiel de Madonna.